# La Alborada (Guayaquil)

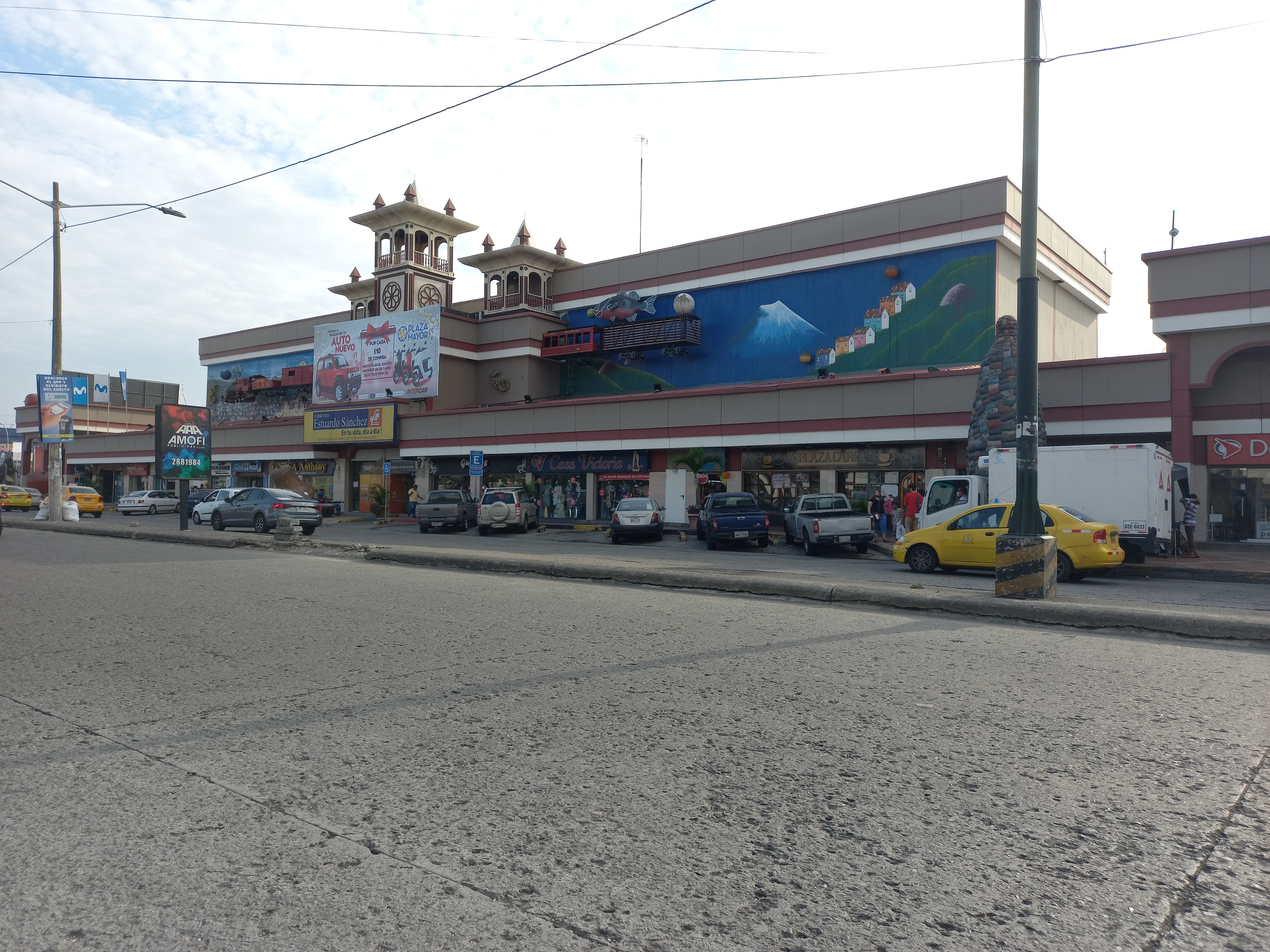
Centro comercial Plaza Mayor en la Ciudadela La Alborada.

La Alborada es un barrio del norte de la ciudad de Guayaquil, Ecuador. Cuando empezó a construirse, en 1973, la clase media fue su principal objetivo de venta. Desde entonces, más de 15.000 familias han escogido este sector para vivir. “El eslogan era: no compres la casa de tus sueños sino la que puedes pagar”, relataba Pablo Baquerizo Nazur, miembro de la inmobiliaria Guayaquil, que construyó la ciudadela.

## Historia
La Alborada fue construida a partir de 1975 en parte de los terrenos de la hacienda Mapasingue, propiedad de la Sra. Cecilia Gómez de Pareja. Su esposo, Guillermo Pareja Rolando fue quién tuvo la visión de buscar una solución habitacional para la creciente clase media de la ciudad que se beneficiaba del auge económico petrolero que gozaba el país. 
Para 1976 el barrio ya contaba con dos grandes manzanas (etapas), que se encontraban separadas por una calle, conocida como la "la calle principal de La Alborada", que contaba con un ancho parterre en la mitad y que se conectaba a la Avenida Juan Tanca Marengo, una de las principales arterias del norte de Guayaquil.
Poco a poco la ciudadela fue creciendo, y ya para la década de 1990 se la consideraba como uno de los barrios con más movimiento y tráfico de la ciudad a pesar de ser residencial. La Alborada fue creciendo paulatinamente hasta contar en la actualidad con 14 conjuntos de manzanas llamados "etapas".
Actualmente es habitada por aproximadamente 400.000 habitantes, siendo así, más poblada que la gran mayoría de ciudades del país. Además, es el principal centro de servicios para otras zonas residenciales como La Garzota, Sauces, Guayacanes y Samanes.

## Características
La Alborada se encuentra en el norte de la ciudad de Guayaquil, dentro de la parroquia urbana Tarqui, aunque de acuerdo con la ordenanza municipal para la organización de la ciudad en sectores, la ciudadela se dividió en Alborada Este y Alborada Oeste a través del eje Norte-Sur compuesto por la avenida Francisco de Orellana. En la Alborada Oeste se encuentran las etapas décima y 6.ª, divididas por la Av. Benjamín Carrión. En el distribuidor de tráfico con la Av. Felipe Pezo, se encuentra al escultura al Papagayo de Guayaquil. La Av. Felipe Pezo conduce hacia otras ciudadadelas, donde los principales puntos de importancia son: Unidad Educativa San José La Salle, cementerio Jardines de Esperanza, Santuario de Schoenstatt, Academia Naval Almirante Illingworth (ANAI), para finalmente llegar a la Av. Vía a Daule, en la entrada al barrio Florida.
La principal arteria del barrio es la avenida Guillermo Pareja Rolando, que en 1998 se le agregó al 50% de su extensión el nombre Rodolfo Baquerizo Nazur, quedando denominada así en homenaje a los principales promotores de la construcción de la ciudadela. En ella se asientan numerosos restaurantes, locales de comida rápida y platillos típicos, agencias bancarias, supermercados, hoteles, locales comerciales, centros de servicios, bares, discotecas y licorerías. Esta avenida en sus inicios fue netamente residencial, pero con el pasar de los años prácticamente fue ocupada en su totalidad por infraestructuras comerciales.
El sector se caracteriza por la implementación de su distribución en "etapas", las cuales están separadas por avenidas por las que cruza el transporte público y privado. En el interior de las mismas se sitúan viviendas distribuidas en "manzanas" y las calles tienen un característico estilo de herradura, en forma de U, cuyos extremos desembocan en alguna de las avenidas que cruzan la urbanización. El interior de las etapas está adoquinado y hay numerosos parques para el esparcimiento de sus habitantes.
En 1985 el Papa Juan Pablo II, durante su visita de 4 días a Ecuador, ofició una misa en el Santuario de Nuestra Señora de La Alborada, la principal iglesia de la ciudadela. En el año 1997, durante la alcaldía de León Febres-Cordero Ribadeneyra, se iniciaron una serie de obras de regeneración urbana en la avenida Guillermo Pareja/Rodolfo Baquerizo debido al fuerte congestionamiento vehicular que presentaba la avenida en horas pico. Se aumentaron los carriles vehiculares de cuatro a ocho, se disminuyó el parterre central y se redistribuyó el recorrido de las líneas de transporte urbano.

## Principales vías de circulación
El principal eje vial y comercial es la avenida Guillermo Pareja Rolando/Rodolfo Baquerizo Nazur, donde se asientan la mayor cantidad de negocios de la zona. Le sigue en importancia la avenida Francisco de Orellana, que cruza la ciudadela y la divide en dos, su longitud es de 9.400 metros y tiene un ancho de 57 metros, conecta a La Alborada con Kennedy Norte, Las Orquídeas y Pascuales.
Las principales arterias viales de acceso a La Alborada son: avenida Juan Tanca Marengo, avenida Francisco de Orellana (desde Las Orquídeas o Kennedy Norte), avenida Agustín Freire, avenida Guillermo Pareja Rolando (La Garzota), avenida Isidro Ayora (Samanes, Guayacanes y La Garzota), avenida Raúl Gómez-Lince (avenida Las Aguas, que conecta con la Benjamín Carrión) y calle Felipe Pezo Campuzano (intercambiador de tráfico de La Rotonda).

## Infraestructura y servicios
Cuenta con todos los servicios básicos: agua, electricidad, alcantarillado y teléfono; además de infraestructura para servicios de televisión pagada, Internet, entre otros. La central telefónica del servicio ofrecido por CNT se encuentra en la 4.ª etapa. El servicio también es ofrecido por otras operadoras de telefonía fija.
En la avenida Guillermo Pareja Rolando/Rodolfo Baquerizo Nazur, en su intersección con la José María Egas, se encuentra la iglesia parroquial del Santuario de Nuestra Señora de La Alborada, ampliamente concurrida cuando se celebran oficios religiosos, ha sido recientemente remodelada para abarcar a un mayor número de fieles. Durante la Semana Santa se realiza una de las procesiones religiosas más grandes de la ciudad, en la que los fieles recorren varias calles de la zona y de barrios cercanos.
En el barrio existen varios centros comerciales y sectores de pequeños locales comerciales. Los más grandes son CityMall el cual posee todas las características de un centro comercial de última generación siendo uno de los más modernos del país; Plaza Mayor, el cual se encuentra adornado en su exterior por coloridas esculturas del artista Gonzalo Endara Crow; La Rotonda, que evoca a un clásico sector turístico de la urbe; y Gran Albocentro, ubicado junto al parque del mismo nombre. Existen otros menores, como el Paseo Alborada, así como supermercados y grandes centros de abastos.
Adicionalmente, la ciudadela cuenta con la asistencia de 2 grandes clínicas (Kennedy y Alborada), centros de educación primaria y secundaria (Colegio Ismael Pérez Pazmiño, Colegio San Judas Tadeo), agencias bancarias, hoteles, clubes deportivos y recreativos (Club Deportivo Nova, antiguo Albotenis Club), Academia de Natación Jorge Delgado), restaurantes de comida internacional, típica y comida rápida, entre otros tipos de servicios.